# Tezuka Productions
Tezuka Productions Co., Ltd. (株式会社手塚プロダクション, Kabushiki-gaisha Tezuka Purodakushon) is een Japans animatiebedrijf dat door Osamu Tezuka werd opgericht in 1968. De studio is vooral bekend voor Marvelous Melmo, Astroboy (zowel 1980 als de versie uit 2003) en Black Jack. Tezuka's zoon Makoto Tezuka gebruikt het bedrijf om verder te werken aan Tezuka's werk en om postuum zijn oeuvre uit te breiden.

## Geschiedenis
In 1961 richtte Osamu Tezuka Osamu Tezuka Mushi Production op als de video- en animatieafdeling van Mushi Productions Co., Ltd.. Tezuka leidde het bedrijf tot in 1968. Daarna stapte hij over op Tezuka Productions Co., Ltd., welke zijn eigen leven was gaan leiden.
In 1970 verhuisde het hoofdkwartier van Tezuka Productions naar de tweede en derde verdieping van het cafégebouw van het Fujimidai station te Nerima. De tweede verdieping werd ingenomen door de werknemers van het bedrijf. De verdieping erboven diende als Tezuka's eigen atelier en kantoor. Tijdens de vroege jaren nam de studio werk over van Mushi Productions. Dit waren onder andere geanimeerde kortfilms en de televisiereeks Marvelous Melmo, welke liep van oktober 1971 tot maart 1972. Na Mushi Production's faillissement in 1973 ging Tezuka Productions zowel fulltime animeren als Tezuka's manga beheren. Het bedrijf groeide snel. In 1976 verhuisde Tezuka het bedrijf opnieuw, dit maal naar Takadanobaba no Sebun Biru (高田馬場のセブンビル) te Shinjuku.
Van 1980 tot 1981 produceerde Tezuka Productions een herwerking van Astroboy. De serie liep 52 afleveringen lang op Nippon TV. Tezuka was ontevreden over de eerste Astroboy film die hij maakte bij Mushi Productions en wilde reeds een remake maken sinds 1974.
In 2007 begon Tezuka Productions aan een meerjarenproject om al hun mangareeksen te digitaliseren en bij te kleuren. Dit alles ging over meer dan 150.000 pagina's. Tezuka's oude assistent stelde alle nodige kleurenschema's op. Dit deed hij op basis van de kleurenschema's die Tezuka vroeger zelf hanteerde voor gekleurde pagina's om zo zeker te zijn dat de kleuringen trouw zouden zijn aan Tezuka's stijl.
In 2008 kondigde Tezuka's zoon Makoto Tezuka aan dat hij zijn vader's laatste onafgewerkte werk Legend of the Forest zou afwerken via Tezuka Productions. De film kende zijn première aan het 2014 Hiroshima International Animation Festival in augustus. In Noord-Amerika werd hij uitgebracht op 21 februari 2015.

## Filmografie

### Films
- Phoenix 2772 (1980)
- Gusko Budori no Denki (2012)[10][11]

### Televisiereeksen
- Marvelous Melmo (1971-1972)
- Astro Boy (1980-1981)
- Don Dracula (1982)
- Aoi Blink (1989-1990)
- The New Adventures of Kimba The White Lion (1989-1990)
- The Three-Eyed One (1990-1991)
- Oniisama e... (1991-1992)
- In the Beginning: The Bible Stories (1997)
- Unison (2001-2002)
- Astro Boy (2003-2004)
- Phoenix (2004)
- Black Jack (2004-2006)
- Mokke (2007-2008)
- Genji Monogatari Sennenki (2009)
- Kids on the Slope (2012)
- Samurai Warriors (2015)[12]
- Young Black Jack (2015)
- Astro Boy Reboot (2017)[13]
- Dagashi Kashi 2 (2018)[14]

### OVA
- The Green Cat (1983)
- Ambassador Magma (1993)
- Black Jack (1993-2011)
- Ravex in Tezuka World (2009)

### Computerspellen
- Astro Boy (2004)
- Astro Boy: Omega Factor (2004)
- Blood Will Tell: Tezuka Osamu's Dororo (2004)
- Astro Boy: The Video Game (2009)
- Astro Boy: Tap Tap Rush (2011)
- Astro Boy Dash (2013)